# Ecojet (Bolívia)
Línea Aérea EcoJet S.A. (IATA: 8J, OACI: ECO e denominação: Ecojet) é uma companhia aérea boliviana com base no Aeroporto Internacional Jorge Wilstermann em Cochabamba. A companhia aérea foi fundada em 21 de maio de 2013 e atualmente opera voos regulares a 9 destinos nacionais. Sua frota está composta por 3 aeronaves Avro RJ85 e 1 Avro RJ100, de origem britânica.
Junto com Línea Aérea Amaszonas (Amas Bolivia), a EcoJet compete no mercado doméstico do país andino com a companhia aérea estatal Boliviana de Aviação (BoA).

## Linha Aérea Ecojet S.A.
Ecojet é uma aerolínea Boliviana com base no Aeroporto Internacional Jorge Wilstermann em Cochabamba, Cochabamba. Opera voos regulares dentro de Bolívia.
O logotipo da companhia aérea que acompanha a marca Ecojet corresponde a uma ave colibri (beija-flor).

## Antecedentes
Ecojet, cuja sede encontra-se na cidade de Cochabamba, começou seus voos regulares na Bolívia em um domingo, 24 de novembro de 2013, conectando inicialmente seu centro de operações, Cochabamba, com as cidades de Sucre, Trinidad e Riberalta e desde estes pontos para Santa Cruz de la Sierra e La Paz.
Posteriormente entrou à segunda etapa de suas operações, incorporando sua segunda aeronave Avro RJ85, ligando os pontos extremos do país, Cobija e Tarija, aos principais centros, enlaçando cidades intermediárias e conseguindo assim a integração nacional mediante o serviço de transporte de passageiros e carga aérea.

## Destinos
| Países  | Destinos                | Aeroportos                                      |
| ------- | ----------------------- | ----------------------------------------------- |
| Bolívia | Cochabamba              | Aeroporto Internacional Jorge Wilstermann (HUB) |
| Bolívia | Guayaramerín            | Aeroporto Capitán de Av. Emilio Beltrán         |
| Bolívia | La Paz                  | Aeroporto Internacional El Alto                 |
| Bolívia | Riberalta               | Aeroporto Capitán Av. Selin Zeitun López        |
| Bolívia | Rurrenabaque            | Aeroporto de Rurrenabaque                       |
| Bolívia | Trinidad                | Aeroporto Teniente Jorge Henrich Arauz          |
| Bolívia | Santa Cruz de la Sierra | Aeroporto Internacional Viru Viru               |
| Bolívia | Sucre                   | Aeroporto Internacional de Alcantarí            |
| Bolívia | Uyuni                   | Aeroporto Joya Andina                           |

## Frota
A frota de Ecojet está composta pelas seguintes aeronaves:
| Aeronaves  | Ativas | Pedidos | Passageiros                                      | Passageiros                                      | Passageiros                                      | Matrículas                                       | Idade                                            |
| Aeronaves  | Ativas | Pedidos | C                                                | Y                                                | Total                                            | Matrículas                                       | Idade                                            |
| ---------- | ------ | ------- | ------------------------------------------------ | ------------------------------------------------ | ------------------------------------------------ | ------------------------------------------------ | ------------------------------------------------ |
| Avro RJ85  | 3      | —       | 0                                                | 93                                               | 93                                               | CP-2889                                          | 28.3 anos                                        |
| Avro RJ85  | 3      | —       | 0                                                | 93                                               | 93                                               | CP-3082                                          | 27.0 anos                                        |
| Avro RJ85  | 3      | —       | 0                                                | 93                                               | 93                                               | CP-2814                                          | 25.8 anos                                        |
| Avro RJ100 | 1      | —       | 0                                                | 112                                              | 112                                              | CP-3194                                          | 24.1 anos                                        |
| Total      | 4      | —       | Idade média da frota (agosto de 2023): 26.3 anos | Idade média da frota (agosto de 2023): 26.3 anos | Idade média da frota (agosto de 2023): 26.3 anos | Idade média da frota (agosto de 2023): 26.3 anos | Idade média da frota (agosto de 2023): 26.3 anos |

## Frota histórica
| Aeronaves      | Total | Introduzido | Retirado | Matrículas |
| -------------- | ----- | ----------- | -------- | ---------- |
| Boeing 737-300 | 1     | 2019        | 2021     | CP-3136    |

## Características
Configuradas para até 93 passageiros em classe única e uma capacidade de carga de 3 mil quilos, a frota de Avro RJ da Ecojet pode alcançar uma velocidade máxima de cruzeiro de 761 quilômetros por hora (km/h) e realizar operações em aeroportos de até 14 mil pés (4268 metros) de altitude
Para mantê-los em operação, a companhia aérea assinou um acordo de cooperação com a empresa alemã Flair Aviation para o fornecimento de equipamentos e peças de reposição para a frota.

## Operações em grande altitude
Para operar em aeroportos de grande altitude (até 14.000 pés) na Bolívia, a Ecojet cobriu os custos do fabricante inglês para a incorporação de um "Kit de Altitude" nas aeronaves Avro RJ85. Desta forma, a empresa está preparada para operar tanto a Potosí quanto em La Paz, dentro dos parâmetros de alta segurança operacional.
As aeronaves de Ecojet contam com sistemas modernos de navegação e aproximação, com capacidades de realizar aproximações de alta precisão em todo o tipo de aeroporto, inclusive com capacidade de realizar pousos automatizados (auto landing) em aeroportos categoria "D", tecnologia que permite operar com alta segurança em todos os aeroportos bolivianos.

## Tripulação e manutenção
A Ecojet assinou em 2013 um acordo com a Swiss Aviation Training a fim de que os instrutores, pilotos e copilotos realizem, semestralmente, treinamentos e provas de habilidade em todo o tipo de circunstâncias.
Por sua vez, o pessoal técnico tem sido capacitado e certificado pela mesma empresa suíça para realizar a manutenção das aeronaves inglesas Avro RJ85, pessoal que também se encontra habilitado pela Direção Geral de Aeronáutica Civil (DGAC) da Bolívia.
Conta com um serviço de manutenção de tecnologia, auditado e verificado directamente pelo fabricante inglês BAE Systems.